# Mendieta (Aspuru)
Mendieta es un despoblado que actualmente forma parte del concejo de Aspuru, que está situado en el municipio de San Millán, en la provincia de Álava, País Vasco (España).

## Historia
Documentado desde 1257, hacia 1556 ya se da por despoblado, sobreviviendo sus ermitas de San Cristóbal y Nuestra Señora de Uruburu hasta mediados del siglo XIX.